# Годфрид Фризский
Го́дфрид Фри́зский (Го́тфрид; нем. Godfrid, Godafrid, Gudfrid, Gottfrid; убит в июне 885) — конунг датских викингов во второй половине IX века. В составе Великой языческой армии прибыл на континент из Скандинавии. Был вассалом императора Карла III Толстого и контролировал Фризию (Кеннемерланд) в 882—885 годах.

## Биография
По некоторым предположениям его отцом был Харальд Клак, а франкские анналы сообщают о нём как о Годфриде Харальдсоне.
В 880 году Годфрид Фризский разорил берега Фризии и потом сделал своей военной базой Гент. После смерти Рёрика Ютландского сдерживать набеги викингов правителям Восточно-Франкского королевства стало очень тяжело. Постепенно нападения викингов распространялись всё дальше вглубь континента: поднимаясь вверх по течению Рейна, они грабили Нижнюю Лотарингию и Рейнланд. Несмотря на поражение, нанесённое ему Людовиком III Младшим в битве при Сокуре в августе 881 года, Годфриду удалось построить военный лагерь в Эльслоо.

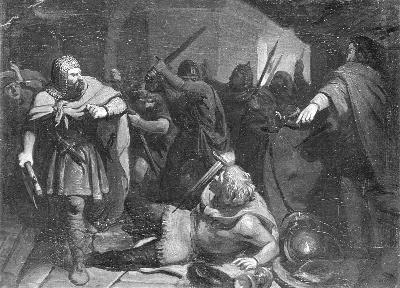
Я. ван Дийк. Убийство Годфрида Фризского.
Амстердамский исторический музей

В 882 году армией Годфрида были разграблены все крупнейшие южно-лотарингские и рейнские города (в том числе, Маастрихт, Тонгерен, Льеж, Кёльн, Ставло, Кобленц, Бонн, Трир, Мец, Бинген, Вормс и Ахен) и монастыри. После осады Асселя Карл III Толстый не смог оказать викингам отпора и был вынужден заключить с ними мир, предоставив их конунгу Готфриду титул герцога Фризии и владение Кеннемерланд, в котором, как вассал императора ранее правил Рёрик Ютландский. Годфрид дал клятву Карлу Толстому никогда не нападать на его владения и принял христианство. Крестным отцом Годфрида стал сам император. В свою очередь, Карл Толстый дал ему в жены Гизелу, дочь Лотаря II.
Тем не менее, Годфрид ничего не сделал против набегов датских викингов, которые грабили большую часть Нижних Земель (современных Нидерландов). В 885 году он был вызван в Лобит на встречу, где ему было предъявлено обвинение в соучастии в восстании его родственника герцога Эльзаса Гуго. Годфрид был предательски убит группой фризских и саксонских дворян при попустительстве Генриха Франконского. После убийства Готфрида местный граф Герульф взял под своё управление береговую линию Фризии, однако в 885 году набеги викингов опять возобновились. В этом же году викинги попытались снова напасть на Льеж, но были отбиты.